# Dig, Lazarus, Dig!!!
Dig, Lazarus, Dig!!! è il quattordicesimo album di studio dei Nick Cave and the Bad Seeds pubblicato il 3 marzo 2008.

## Tracce
1. Dig, Lazarus, Dig!!! (Nick Cave) - 4:11
2. Today's Lesson (Nick Cave) - 4:41
3. Moonland (Nick Cave, Warren Ellis, Martyn P. Casey, Jim Sclavunos) - 3:53
4. Night of the Lotus Eaters (Nick Cave, Warren Ellis) - 4:53
5. Albert Goes West (Nick Cave, Warren Ellis) - 3:32
6. We Call Upon the Author (Nick Cave, Warren Ellis) - 5:11
7. Hold On to Yourself (Nick Cave, Warren Ellis, Martyn P. Casey, Jim Sclavunos) - 5:50
8. Lie Down Here (And Be My Girl) (Nick Cave) - 4:57
9. Jesus of the Moon (Nick Cave) - 3:22
10. Midnight Man (Nick Cave) - 5:06
11. More News from Nowhere (Nick Cave, Martyn P. Casey, Jim Sclavunos) - 7:58

## Singoli
1. Dig, Lazarus, Dig!!! - 18 febbraio 2008
2. More News from Nowhere - 12 maggio 2008
3. Night of the Lotus Eater - maggio 2008

## Formazione
- Nick Cave - voce, organo, pianoforte, tamburello, sonagli, tom, armonica a bocca, chitarra elettrica, vibra-slap
- Martyn P. Casey - basso
- Thomas Wydler – rullante con spazzole, shaker, tamburello, batteria, batteria a mano
- Warren Ellis - viola, loop, mandolino elettrico, chitarra tenore, maracas, liuto a 12 corde, batteria elettronica, pianoforte, flauto, mandolino
- Mick Harvey – chitarra elettrica, chitarra acustica, basso, organo
- Jim Sclavunos - batteria, bongo, campanaccio, cuíca, conga, piattini a mano, shaker, maracas, tamburello, sonagli
- James Johnston - organo, chitarra elettrica